# Crveni sumrak
Crveni sumrak je strip epizoda Dilan Doga objavljena u Srbiji u svesci #193. u izdanju Veselog četvrtka. Na kioscima se pojavila 27. novembra 2022. Koštala je 350 din (2,9 €; 3,36 $). Imala je 94 strane.

## Originalna epizoda
Originalna epizoda pod nazivom Il tramonto rosso objavljena je premijerno u #402. regularne edicije Dilana Doga u Italiji u izdanju Bonelija. Izašla je 30. februara 2020. Koštala je 4,4 €. Scenario je napisao Roberto Rekioni, nacrtali Korado Roi, Frančesko Dosena i Nikola Mari, a naslovnu stranu nacrtao Điđi Kavenađo.

## Kratak sadržaj
Prolog. Karpenter i Ranija razgovaraju o događajima iz mrtvačnice Coroner’s Court (vidi ep. Crna zora). Nakon kratke diskusije o političkoj korektnosti, saznajemo da su Ranija i Dilan bili u braku, pre nego što je Dilan upoznao ženu za koju se ispostavilo da je teroristkinja.
Glavna priča. Dilan prima Silviju Brauning, koja ga angažuje da pronađe njenog muža, koji je u škotskom selu Undead radio sa doktorom Ksabarasom . Posle razgovora o Dilanovom detinjstvu, odlaze da gledaju film The Evil Dead Sama Raimisa u bioskopu „Prince Charles“, te vode ljubav. Dilan nastavlja da priča o periodu, kada je napustio policiju i zaposlio se na groblju u selu Undead. Priča o događajima kada se suočio sa zombijima i Smrću, koja ovoga puta nije zadovoljna zombijima koji joj kvare posao. Kada stignu u Undead ponovo se srežu sa zombijima. Beže i skrivaju se na groblju na kome je Dilan radio. Silaze u podzemlje gde, nakon lutanja lavirintima, zatiču veliku lađu na kojoj se nalazi dr Ksabaras sa svojim pomoćnicima. Ksabaras objašnjava Dilanu da mu je ovoga puta plan da kroz oživljavanje mrtvih stvori armiju „hipnotizovanih“ ljudi, koji neće biti sposobni da se organizuju da bi izgradili društvo u svoju korist i kojima će tako vladati svetom.
Nakon propasti Ksarabasovog plana Dilan se vraća na groblje na kome sklapa posao sa Smrti da bi zauzvrat dobio nadoknadu u vidu devojke koju je voleo. Vrativši se u London, sve je to ispričao insp. Bloku. Nakon toga nepoznato devojku, koja šeta Londonom nožem napada maskirani napadač, koji se predstavlja kao Džek.

## Ideja Paralelnih univerzuma
Ksabaras ističe da su se on i Dilan upoznali u nekom paralelnom univerzumu, ali su možda bili u drugačijim odnosima. Ovaj koncept uveden je u serijal u epizodi Priča ni o kome i u mnogim kasnijim epizodama.

## Inspiracija filmom
Scena u kojoj Dilan, Silvija i Njagi zatiču prvog zombija u Undeadu je završna scena iz filma Invazija trećih bića iz 1978. god. u kojoj Donald Saderland viče na poslednju preživelu Veroniku Kartrajt. Scena u kojoj Ksabarasov plan propada podseća na završnu scenu filma Đavolji advokat iz 1997. u kojoj Al Paćino, koji predstavlja Đavola, reaguje na identičan način kada Kijanu Rivs izvrši samoubistvo.

## Promene u Dilanovovom liku i karakteru
U postmeteorskom ciklusu Dilanov lik i karakte je promenjen u odnosu na deo serijala pre udara Meteora. Dilan je depresivan, bivpi alkoholičar, ravnodušan, ali i dalje sposoban da se lako iznervira i plane. Ljubavna afera je više posledica ravnodušnosti nego planiranog udvaranja. Dilanov izgleda je takođe drugačiji: Dilan nosi bradu, dugačak kaput (umesto sakoa), stomak mu se povećao, malo je pogrbljen, bio je oženjen Ranijom, a inspektor Blok ga je usvojio kada je bio beba.

## Dilan Dog 666 - Početak post-meteorskog ciklusa
Ovo je druga sveska post-meteorski ciklusa, koji je resetovan serijal. Prvih šest epizoda serijala vodi se pod nazivom Dilan Dog 666. Tih prih šest epzioda su prerađene verzije prvih šest epizoda koje su objavljene 1986. godine. Ova epizoda predstavlja preradu 2. epizode Džek Trbosek. Ipak, događaji iz ove epizode počinju u poslednjoj trećini sveske, dok se u prve dve trećine nastavljaju događaji iz prerade 1. epziode (Doktor Ksabaras).

## Premijerno izdanje ove epizode
Veseli četvrtak je već ranije (7. jula 2022) objavio ovu epizodu kao kolekcionarsko izdanje u boji na A4 formatu pod nazivom Dilan Dog 666 (Prvi tom i Drugi tom).

## Prethodna i naredna epizoda
Prethodna sveska nosila je naslov Crna zora (#192), a naredna Sečivo, mesec i ork (#194).